# Levizonus distinctus
Levizonus distinctus är en mångfotingart som beskrevs av Mikhaljova 1990. Levizonus distinctus ingår i släktet Levizonus och familjen Xystodesmidae. Inga underarter finns listade i Catalogue of Life.